# Hellboy (album Lil Peepa)
Hellboy (često stiliziran velikim slovima) je peti i posljednji miksani album američkog repera i pjevača Lil Peepa. Samostalno je objavljen 25. rujna 2016. godine. Album je predvođen dvama singlovima, a kasnije i turnejom, The Peep Show Tour, u proljeće 2017. Na albumu gostuju izvođači Xavier Wulf, KirbLaGoop, Lil Tracy i Horse Head.
Dana 25. rujna 2020. godine, reperov estate ponovno je objavio Hellboy-ja na platformama za streaming na četvrtu godišnjicu od izlaska albuma putem diskografske kuće AUTNMY, pod AWAL Recordsom. Objavljena je i pjesma "drive by", reproducirana uz pomoć Kylea Dixona i Michaela Steina zbog prijašnjeg problema s odobrenjem korištenja uzorka u pjesmi.

## Popis pjesama
| 1.    | »hellboy«                                                             | 2:57 |
| 2.    | »drive by (ft. Xavier Wulf)«                                          | 2:55 |
| 3.    | »OMFG«                                                                | 3:17 |
| 4.    | »the song they played (when i crashed into the wall) (ft. Lil Tracy)« | 2:15 |
| 5.    | »fucked up«                                                           | 2:36 |
| 6.    | »cobain (ft. Lil Tracy)«                                              | 2:30 |
| 7.    | »gucci mane«                                                          | 2:18 |
| 8.    | »interlude«                                                           | 3:19 |
| 9.    | »worlds away«                                                         | 2:06 |
| 10.   | »red drop shawty (ft. KirbLaGoop)«                                    | 2:06 |
| 11.   | »girls (ft. Horse Head)«                                              | 2:45 |
| 12.   | »nose ring«                                                           | 4:00 |
| 13.   | »we think too much«                                                   | 2:49 |
| 14.   | »the last thing i wanna do«                                           | 3:18 |
| 15.   | »walk away as the door slams (ft. Lil Tracy)«                         | 2:40 |
| 16.   | »move on, be strong«                                                  | 2:01 |
| 44:21 |                                                                       |      |

## Napomene
- Svi su naslovi stilizirani malim slovima osim "OMFG".
- "Hellboy" sadrži dijelove sastava Underoath iz 2008. "Too Bright to See, Too Loud to Hear".
- "Drive by" predstavlja uvod u pjesmu izvođača Kylea Dixona "Castle Byers". Ovaj uzorak je zamijenjen u ponovno objavljenoj verziji, gdje su zasluge za produkciju također pripale Kyleu Dixonu i Michaelu Steinu.
- "OMFG" sadrži dijelove pjesme "I'll Not Contain You" sastava The Microphones.
- "The song they played (when i crashed into the wall)" sadrži dijelove akustične izvedbe Toma DeLongea.
- "Fucked up" upotrebljava pjesmu izvođača Toea "My Little Wish".
- "Cobain" upotrebljava pjesmu izvođača Owena "Bad News".
- "Gucci Mane" upotrebljava petlju pjesme izvođača Minor2Go "Lonely 1".
- "Interlude" predstavlja završetak pjesme sastava Modest Mouse "Life Like Weeds".
- "Worlds away" upotrebljava pjesmu sastava Bright Eyes "Something Vague".
- "Red drop shawty" upotrebljava petlju izvođača Minor2Go "Anxi".
- "Nose ring" sadrži dijelove pjesme sastava From Autumn to Ashes "No Trivia".
- "We think too much" je primjer pjesme izvođača Aphex Twin "Lichen".
- "The last thing i wanna do" predstavlja uvod u pjesmu sastava The Story So Far "Navy Blue".
- "Walk away as the door slams" upotrebljava akustičnu verziju pjesme "155" sastava +44.
- "Move on, be strong" upotrebljava pjesmu sastava Avenged Sevenfold "Unholy Confessions".